# Roemeens voetbalkampioenschap 1947/48
1947/48 was het elfde seizoen van de Divizia A en het 31ste kampioenschap van Roemenië.

## Eindstand
| Plaats | Team                      | Wed. | W  | G  | V  | Doelpunten | Verschil | Ptn |
| ------ | ------------------------- | ---- | -- | -- | -- | ---------- | -------- | --- |
| 1      | ITA Arad (K)              | 30   | 22 | 6  | 2  | 129 : 031  | +98      | 50  |
| 2      | CFR Timișoara             | 30   | 21 | 3  | 6  | 085 : 043  | +42      | 45  |
| 3      | CFR Boekarest             | 30   | 20 | 2  | 8  | 089 : 042  | +47      | 42  |
| 4      | Universitatea Cluj        | 30   | 14 | 6  | 10 | 058 : 048  | +10      | 34  |
| 5      | Distribuția Boekarest1    | 30   | 13 | 7  | 10 | 069 : 051  | +18      | 33  |
| 6      | Libertatea Oradea         | 30   | 10 | 10 | 10 | 052 : 049  | +03      | 30  |
| 7      | Dinamo "A" Boekarest 2    | 30   | 12 | 4  | 14 | 043 : 047  | −04      | 28  |
| 8      | CFR Cluj3                 | 30   | 9  | 10 | 11 | 048 : 042  | +06      | 28  |
| 9      | RATA Târgu-Mureș4         | 30   | 12 | 4  | 14 | 055 : 064  | −09      | 28  |
| 10     | Jiul Petroșani            | 30   | 10 | 7  | 13 | 046 : 055  | −09      | 27  |
| 11     | Dermata Cluj (N)          | 30   | 7  | 11 | 12 | 041 : 050  | −09      | 25  |
| 12     | CSM Mediaș (N)            | 30   | 10 | 5  | 15 | 047 : 077  | −30      | 25  |
| 13     | FC Ploiești (N)           | 30   | 10 | 4  | 16 | 048 : 088  | −40      | 24  |
| 14     | AS Armata Boekarest (N)5  | 30   | 8  | 6  | 16 | 044 : 066  | −22      | 22  |
| 15     | Dinamo "B" Boekarest (N)2 | 30   | 8  | 5  | 17 | 051 : 086  | −35      | 21  |
| 16     | Otelul Reșița6            | 30   | 7  | 4  | 19 | 044 : 090  | −46      | 18  |

1 Juventus Boekarest werd door het staatsoliebedrijf overgenomen en veranderde zijn naam in Distribuția Boekarest.
2 Ciocanul Boekarest werd gefusioneerd met Unirea Tricolor Boekarest tot Dinamo Boekarest. Ciocanul speelde het seizoen uit als Dinamo "A", Unirea Tricolor als Dinamo "B".
3 Ferar Cluj fusioneerde met CFR Cluj en speelde onder die naam verder.
4 Dermagand Târgu-Mureș veranderde zijn naam in RATA Târgu-Mureș.
5 Carmen Boekarest werd dwangmatig ontbonden. De vrijgekomen plaats werd door de nieuw opgerichte club AS Armata Boekarest ingenomen.
6 UDR Reșița veranderde zijn naam in Metalochimic Reșița.
(K) = verdedigend kampioen, (B) = verdedigend bekerwinnaar, (N) = gepromoveerd
| Kampioen     |
| Bekerwinnaar |
| Nacompetitie |
| Degradatie   |

AS Armata Boekarest en CSM Mediaș handhaafden zich via de nacompetitie, die met vier clubs uit de Divizia B werd gespeeld, Dermata Cluj en FC Ploiești degradeerden.

### Topschutters
| Naam              | Club                  | Goals |
| ----------------- | --------------------- | ----- |
| Ladislau Bonyhádi | ITA Arad              | 49    |
| Bazil Marian      | CFR Boekarest         | 32    |
| Petre Bădeanțu    | CFR Timișoara         | 22    |
| Eugen Iordache    | Distribuția Boekarest | 22    |
| Iosif Kovács      | CFR Timișoara         | 22    |